# Tahitisvala
Tahitisvala (Hirundo tahitica) är en tätting i familjen svalor.

## Kännetecken

### Utseende
Tahitisvalan är en 13 cm lång svala med stålblå ovansida, sotgrå undersida och rost- eller kastanjebrunt på haka, strupe och panna. Jämfört med närbesläktade kustsvalan (Hirundo javanica) är det rödbruna mindre utbrett, undersidan nästan svart och stjärten påtagligt längre, men både näbb och vingar mycket kortare.
Den är lik både ladusvalan och australiska välkomstsvalan, men undersidan är mörkare, de förlängda yttre stjärtpennorna mycket kortare och den saknar det svarta bandet mellan strupe och bröst.

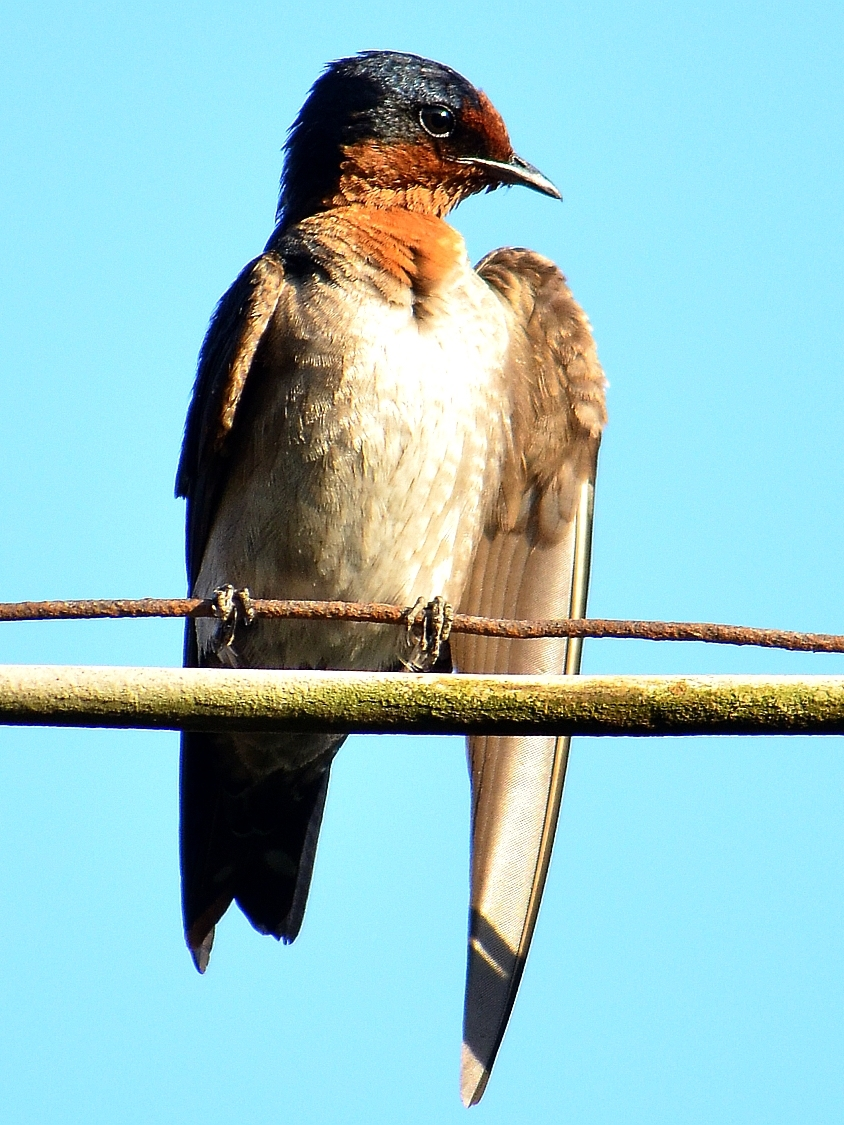

## Utbredning och systematik
Tahitisvalan förekommer enbart i Sällskapsöarna på Moorea och Tahiti. Tidigare inkluderades vida utbredda Hirundo javanica i arten, då med det svenska namnet kustsvala. Sedan 2016 delas de dock upp som två arter av Birdlife International och internationella naturvårdsunionen IUCN, sedan 2024 även av IOC. I samband med artuppdelningen flyttades det svenska namnet kustsvala istället till javanica.

## Status och hot
IUCN kategoriserar arten som livskraftig.